# Clive Shakespeare
Clive Richard Shakespeare (* 3. Juni 1949 in Southampton, Hampshire, England; † 15. Februar 2012 in Sydney, New South Wales, Australien) war ein australischer Gitarrist und Musikproduzent. Er war Gründungsmitglied der australischen Rock/Pop-Band Sherbet. Er starb an den Folgen von Prostatakrebs.